# مومونوی تاداتسونه

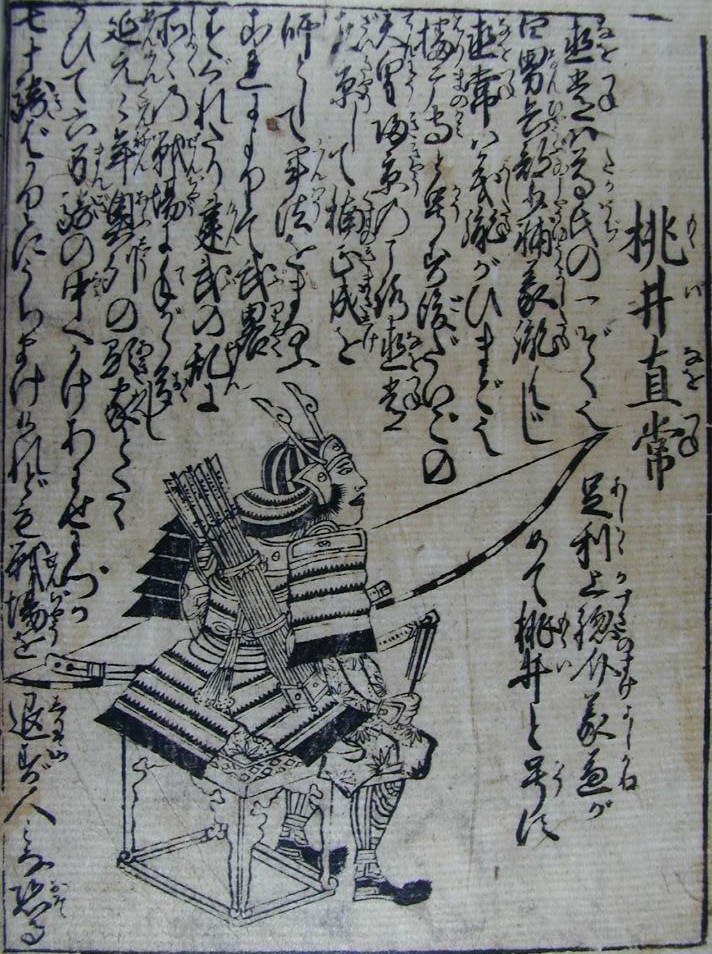
تصویری از مومونوی تاداتسونه

مومونوی تاداتسونه (به ژاپنی: 桃井 直常 もものい ただつね)، تولد نامشخص - مرگ ۱۳۷۶ میلادی - یک فرمانده نظامی و شوگو دایمیو در دوره نانبوکوچو. ملازم و رعیت خاندان آشیکاگا بود.
خاندان مومونوی شاخه ای از خاندان آشیکاگا در شیموتسوکه بود. این خاندان در حمله نیتتا یوشی‌سادا به کاماکورا شرکت کرد، اما پس از فروپاشی بازسازی کنمو، دولت به دو دربار جنوبی و دربار شمالی تقسیم شد که منجر به دوره‌ای از آشفتگی بین دربارهای جنوبی و شمالی شد.